# Konrad Hartig
Konrad Hartig (* 1864 in Lauf a.d.Pegnitz; † 3. März 1948 in Seßlach) war ein deutscher Lehrer und Heimatforscher.

## Werdegang
Hartig kam 1897 nach Seßlach und unterrichtete dort bis 1928 als Hauptlehrer an der Volksschule. Nebenher erforschte er die umfangreiche Geschichte der Stadt, die er 1934 in einer Chronik vorlegte. In der Stadt trat er als Pfleger und Förderer des kulturellen Lebens auf. 1928 verfasste er ein Waldspiel über die Stadt in der Zeit der Herren von Lichtenstein.

## Ehrungen
- 1948: Ehrenbürger von Seßlach
- Benennung des Konrad-Hartig-Platzes in Seßlach

## Schriften
- Was der Heimatbronnen rieselt, 1918
- Der abbittende Feldgraue, München 1919
- Unserem Seelenhirten, München 1924
- Zwischen zwei Mächten, 1926
- Seßlach und seine Geschichte, Staffelstein 1934